# Johann Friedrich von Eschscholtz
Johann Friedrich Gustav Eschscholtz, född 12 november (gamla stilen: 1 november) 1793 i Dorpat, död där 19 maj (gamla stilen: 7 maj) 1831, var en rysk (balttysk) läkare, naturforskare och upptäcktsresande.
Eschscholtz var professor i Dorpat och medföljde som skeppsläkare Otto von Kotzebue på dennes upptäcktsresor 1815–1818 och 1823–1826. Förutom resebeskrivningar och entomologiska skrifter utgav han System der Akalephen (1829) och Zoologischer Atlas (1829–1833). Adelbert von Chamisso uppkallade växtsläktet Eschscholzia efter honom.